# ريان أ. كونكلين
ريان أ. كونكلين (بالإنجليزية: Ryan A. Conklin)‏ هو عسكري أمريكي، ولد في 1 أبريل 1985 في مارشال في الولايات المتحدة.